# Western European Summer Time
| Azzurro | Western European Time (UTC+0)                                      |
| Blu     | Western European Time (UTC+0) Western European Summer Time (UTC+1) |
| Rosso   | Central European Time (UTC+1) Central European Summer Time (UTC+2) |
| Giallo  | Ora di Kaliningrad (UTC+2).                                        |
| Ocra    | Eastern European Time (UTC+2) Eastern European Summer Time (UTC+3) |
| Verde   | Ora di Mosca (UTC+3)                                               |

Il Western European Summer Time, abbreviato come WEST, è il fuso orario artificiale adottato in estate dalla gran parte dei paesi che usano il GMT applicando l'ora legale.
Settato quindi a UTC+1, durante il periodo di sua vigenza equivale a quello che in Africa è il West Africa Time. In Inghilterra è largamente conosciuto col più patriottico nome di British Summer Time (BST).

## Utilizzo
Il WEST è in uso nei seguenti paesi:
- Regno Unito
- Irlanda
- Marocco
- Portogallo
- territorio danese delle Fær Øer
- territorio spagnolo delle Canarie

L'unica eccezione tra i paesi che non passano al WEST è data dall'Islanda, ed è motivata dal semplice fatto che per la remota isola atlantica l'adozione del GMT è già di per sé un'iniziativa artificiale, non corrispondente alla longitudine del luogo, ed equivale all'uso dell'ora legale per tutto l'anno rispetto a quello che dovrebbe essere il suo fuso naturale, ossia l'UTC-1.